# Mù u
Mù u (danh pháp hai phần: Calophyllum inophyllum) là một cây xanh thuộc họ Cồng (Calophyllaceae), (trước đây nó được coi là thuộc phân họ Kielmeyeroideae của họ Clusiaceae) mọc ở Đông Phi, bờ biển nam Ấn Độ đến Malesia và Úc. Ngày nay cây này được trồng khắp các vùng nhiệt đới trên thế giới, bao gồm ở nhiều đảo trên Thái Bình Dương. Nó được dùng làm cây cảnh do có lá và hoa đẹp.

## Mô tả
Đây là cây phân cành thấp, lớn chậm với tán rộng. Chiều cao từ 20–25 m. Lá cứng, gân phụ rất nhiều và song song. Hoa trắng to, rộng 25mm. Hoa nở quanh năm nhưng thường nở vào hai mùa riêng biệt cuối mùa Xuân và cuối mùa Thu. Quả có nhân cứng màu xanh, rất tròn, có đường kính 2–3 cm và có một hạt. Quả khi chín chuyển sang màu vàng hoặc đỏ nâu. Hạt có chứa một chất dầu, màu vàng lục, mùi riêng biệt gọi là dầu mù u. Dầu mù u được dùng để trị ghẻ lở, bỏng, các bệnh ngoài da và được dùng để điều chế thuốc trị bệnh phong. Ngoài ra trái mù u khi khô dùng làm đuốc để thắp sáng, khả năng bắt lửa cao.

## Phân bố
Cây này thường được trồng ở các vùng ven biển và ở các khu rừng đất thấp. Tuy nhiên vẫn có thể trồng nó ở những khu đất trong đất liền có độ cao vừa phải. Nó có khả năng chịu được nhiều loại đất khác nhau như đất cát ven biển, đất sét hay đất bạc màu.

## Sử dụng
Cây mù u được dùng lấy gỗ vì có gỗ cứng và chắc, được dùng trong xây dựng và làm thuyền. Người dân các đảo Thái Bình Dương dùng gỗ mù u để đóng thuyền.
Dầu từ hạt mù u đặc, có màu xanh lá cây đậm được các hãng mỹ phẩm dùng trong các chế phẩm chăm sóc da và tóc. Dầu mù u cũng được dùng để điều trị bỏng và các bệnh liên quan. Hạt được phơi khô rồi ép dầu. Bình quân khoảng 11,7 kg dầu/mỗi cây.
Ở một vài nơi trên các đảo thuộc Thái Bình Dương cây này được xem là linh thiêng do khả năng chịu đựng các loại đất, lợi ích nó mang lại cho con người.

## Hình ảnh

Trái mù u
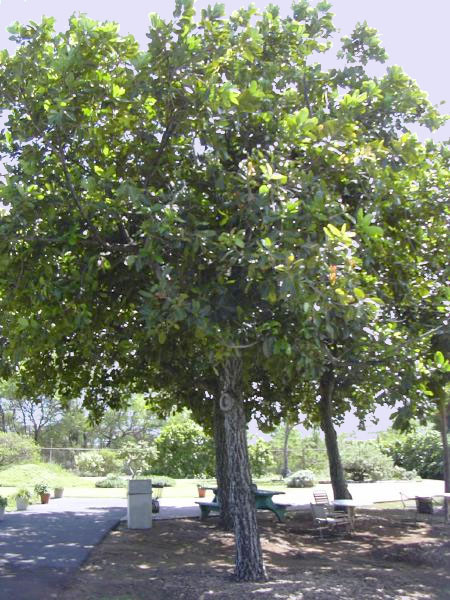
Cây mù u ở Hawaii